# Могель, Бисента
Бисента Антония Могель Эльгесабаль (баск. Bizenta Antonia Mogel Elgezabal, исп. Vicenta Antonia Moguel Elguezábal; 6 июня 1782, Аскойтия — 29 сентября 1854, Абандо, ныне в составе Бильбао) — испанская (баскская) писательница. Одна из первых женщин-литераторов, писавших на баскском языке, и первый баснописец в баскской литературе.

## Биография
Бисента Могель родилась в Аскойтии (провинция Гипускоа) в семье Хуана Игнасио Могеля Уркисы и Петронилы Эльгесабаль Уригуэн. У неё был старший брат Хуан Хосе Могель, тоже ставший писателем, и сестра, ставшая монахиней.
Осиротев, Бисента и Хуан Хосе жили у своего дяди Хуана Антонио Могеля, священника и писателя, автора первого баскского романа «Перу Абарка». Бисента получила домашнее образование и выучила латинский язык.
В 1804 году был опубликован её первый сборник «Ipui onac» (с баск. — «Хорошие истории») — прозаическое переложение пятидесяти басен Эзопа со стихотворными вставками. В предисловии к книге Могель противопоставляет «хорошие истории» (произведения с дидактическим компонентом) «историям старых времён» (фольклорным произведениям наподобие «сказок о Перу и Мари», единственная цель которых — развлечение).
В 1817 году Бисента Могель переехала в Абандо, где 5 августа вышла замуж за Элеутерио Басосабаля Ландалусе.
Второе значительное произведение Могель — «Gabonetaco cantia Bizkaitar guztientzat» (с баск. — «Рождественская песнь для всех бискайцев») — было опубликовано в 1819 году, а в 1820 году она перевела на баскский язык пастырское послание кардинала Луиса Марии де Бурбона-и-Вальябриги. Также она принимала участие в редактировании произведений Хосе Пабло Улибарри.
Бисента Могель умерла в 1854 году в Абандо.

## Творчество
Литературовед Мария Хосе Оласиреги, сравнивая басни Бисенты Могель с баснями Эзопа, отмечает, что последние короче и написаны более простым языком. Могель отказывается от идеи, популярной среди баснописцев со времён Лафонтена: «Сильные всегда будут сильными, а слабые должны сдаться». Особое место в её баснях занимает мотив христианской веры (так, например, она трансформировала мораль басни «Человек и змея», чтобы передать эту идею).

## Память
8 марта 2017 года имя Бисенты Могель было присвоено городской библиотеке Дуранго.
16 апреля 2019 года в честь Бисенты Могель был назван парк в Маркина-Хемейне.
Улицы Бисенты Могель есть в Витории, Сан-Себастьяне и Аскойтии.

## Галерея
| - Улица Бисенты Могель в Витории - Мемориальная доска на здании библиотеки имени Бисенты Могель в Дуранго |

### Комментарии
1. ↑  В церковных документах фигурирует как Висента Антония (Бисента — баскская форма имени). В статье Х. Бидадора Могель Эльгесабаль названа Марией Бисентой Антонией, однако в метрической книге имя Мария не указано.
2. ↑  До 2004 года, когда были обнаружены рукописи стихотворений, предположительно принадлежащих Эстибалис Сасиоле[баск.], Бисента Могель традиционно считалась первой баскской писательницей.
3. ↑  Х. Бидадор ошибочно приводит имя Эухенио вместо Элеутерио.